# Orimarga andina
Orimarga andina är en tvåvingeart som beskrevs av Alexander 1916. Orimarga andina ingår i släktet Orimarga och familjen småharkrankar.
Artens utbredningsområde är Colombia. Inga underarter finns listade i Catalogue of Life.